# Tetrazygia elegans
Tetrazygia elegans är en tvåhjärtbladig växtart som beskrevs av Ignatz Urban. Tetrazygia elegans ingår i släktet Tetrazygia och familjen Melastomataceae. IUCN kategoriserar arten globalt som sårbar. Utöver nominatformen finns också underarten T. e. cacuminis.